# Kiểm soát tính nhất quán
Kiểm soát tính nhất quán hay kiểm soát tiêu đề chuẩn (tiếng Anh: authority control) là một quy trình trong khoa học thư viện nhằm tổ chức mục lục thư viện và thông tin thư mục bằng cách sử dụng một tên gọi riêng biệt và đơn nhất cho mỗi chủ đề. Các tiêu đề độc nhất này được áp dụng xuyên suốt mục lục, và hợp với các dữ liệu sắp xếp khác như nối kết (linkage) và tham chiếu chéo. Mỗi tiêu đề được miêu tả vắn tắt xét về mặt phạm vi và sử dụng, và cách tổ chức này giúp nhân viên thư viện duy trì thư mục và khiến nó trở nên thân thiện với người sử dụng. Từ authority trong thuật ngữ authority control bắt nguồn từ cách dùng ban đầu để chỉ "tác giả" (author) chứ không mang nghĩa "quyền lực" (authority) cho dù hai mặt nghĩa này đều có quan hệ về mặt từ nguyên (trong tiếng Anh).
Những người lập mục lục gán mỗi chủ đề-như một tác giả, cuốn sách, loạt sách-một tiêu đề độc nhất cụ thể rồi sau đó sử dụng xuyên suốt và rõ ràng nhằm miêu tả tất cả các tham chiếu đến cùng một chủ đề đó, ngay cả khi có các biến thể như sự sai khác về chính tả, bút danh hay biệt hiệu. Tiêu đề độc nhất đó có khả năng hướng người sử dụng đến tất cả các thông tin liên quan. Biểu ghi có kiểm soát hay biểu ghi nhất quán (authority record) có thể được kết hợp vào một cơ sở dữ liệu và gọi tên là hồ sơ tiêu đề chuẩn (authority file). Việc duy trì, cập nhật các hồ sơ này cũng như việc duy trì, cập nhật các nối kết hợp lý (logical linkage) đến các hồ sơ khác là công việc của quản thư và nhân viên lập thư mục thư viện. Vì thế, kiểm soát tính nhất quán là một ví dụ của kiểm soát từ vựng và kiểm soát thư mục (bibliographic control).
Theo lý thuyết thì bất cứ mẩu thông tin nào cũng có thể được kiểm soát tính nhất quán (ví dụ như tên cá nhân và tên tổ chức, nhan đề đồng nhất, tên loạt sách; tuy nhiên, quản thư thường tập trung kiểm soát tính nhất quán tên tác giả và nhan đề sách. Theo thời gian, thông tin sẽ thay đổi và cần phải được tổ chức lại. Kiểm soát tính nhất quán không chỉ là tạo ra một hệ thống hoàn hảo không tỳ vết mà hơn thế nữa, đây là một nỗ lực liên tục để bắt kịp với các thay đổi và cố gắng mang "cấu trúc và trật tự" đến để giúp người sử dụng tìm kiếm thông tin.

## Lợi ích của kiểm soát tính nhất quán
- Giúp nghiên cứu tốt hơn: kiểm soát tính nhất quán giúp nhà nghiên cứu tiếp cận một chủ đề cụ thể nào đó mà ít tốn công sức hơn.[10] Một mục lục/cơ sở dữ liệu điện tử được thiết kế tốt cho phép nhà nghiên cứu truy vấn bằng vài từ khóa để tìm ra một thuật ngữ hay cụm từ đầy đủ, từ đó cải thiện tính chính xác và tiết kiệm thời gian hơn.[12]
- Khiến việc nghiên cứu trở nên dễ tiên liệu hơn:[13] có thể dùng kèm các từ tìm kiếm như "and" hoặc "not" hoặc "or" hoặc các toán tử luận lý khác trên trình duyệt web.[11] Điều này giúp tăng khả năng tìm ra các mục có liên quan.[12]
- Tạo sự thống nhất trong các biểu ghi[14][15][16]
- Thông tin được tổ chức và có cấu trúc[10]
- Mang lại hiệu năng cho người lập mục lục: quá trình kiểm soát tính nhất quán không chỉ giúp ích lớn cho các nhà nghiên cứu khi cần tìm kiếm một chủ đề nào đó để nghiên cứu mà còn giúp những nhân viên lập mục lục thư việc tổ chức thông tin. Những người này có thể sử dụng các biểu ghi nhất quán khi phân loại mục mới do họ có thể thấy được biểu ghi nào đã có trong mục lục, từ đó tránh lãng phí công sức một cách không cần thiết.[10][11]
- Tối đa hóa tài nguyên thư viện[10]
- Dễ dàng hơn trong việc duy trì mục lục: kiểm soát tính nhất quán cho phép các nhân viên lập thư mục phát hiện và sửa lỗi. Trong một vài trường hợp, các phần mềm hỗ trợ họ thực hiện các nhiệm vụ như tự động dọn dẹp.[17] Kiểm soát tính nhất quán cũng hỗ trợ người tạo và người dùng siêu dữ liệu (metadata).[12]
- Giảm lỗi: kiểm soát tính nhất quán có khả năng giúp bắt lỗi viết nhầm hay viết sai chính tả mà theo thời gian có thể chất chồng nhiều lên. Ví dụ, máy có thể dò ra lỗi gõ sai chính tả rồi từ đó nhân viên thư viện sẽ sửa lại.[6]